# Pëtr Ugrjumov
Pëtr Ugrjumov (in russo Пётр Угрюмов?, in lettone Pēteris Ugrjumovs; Riga, 21 gennaio 1961) è un ex ciclista su strada e dirigente sportivo russo, fino al 1991 sovietico e fino al 1995 lettone. Professionista dal 1989 al 1999, vinse due tappe al Tour de France e una al Giro d'Italia.

## Carriera
Passò al professionismo abbastanza tardi con la Alfa Lum, per poi passare alla Seur e alla Mecair-Ballan. Si mise in luce nella tappa del Giro d'Italia 1993 che arrivava ad Oropa, mettendo in crisi l'allora maglia rosa Miguel Indurain e arrivando secondo nella crono del Sestriere. Concluse quel Giro al secondo posto, alle spalle proprio di Indurain.
Entrò nel novero dei migliori corridori per le corse a tappe nel 1994, tra le file della Gewiss-Ballan, quando al Tour de France riuscì a vincere due tappe consecutive, battendo Pantani in salita e Indurain a cronometro, e concludendo il Tour al secondo posto, dietro allo stesso Indurain.
Nel 1995 puntò al Giro d'Italia, ma la convivenza in squadra con Berzin finì per danneggiare entrambi e favorire Tony Rominger: Ugrjumov concluse al terzo posto, a 4'55" dallo svizzero e a soli 42" da Berzin. L'anno successivo, con la nuova maglia Roslotto-ZG Mobili, mancò il podio al Giro per soli 3 secondi, classificandosi quarto. Concluse la carriera professionistica nel 1999, dopo altre due stagioni alla Ballan.
Dopo tre stagioni alla guida di formazioni Continental russe, dall'aprile 2016 è direttore sportivo della Ciclistica Allievi Juvenes Banca CIS della Repubblica di San Marino.

## Palmarès
- 1981 (dilettanti, due vittorie)

Campionati sovietici, Prova a cronometro Dilettanti
3ª tappa Tour of Yugoslavia
- 1983 (dilettanti, una vittoria)

3ª tappa, 1ª semitappa Tour de Bretagne (Lanester > Loctudy)
- 1984 (dilettanti, sei vittorie)

Classifica generale Tour de Sotchi
Prologo Corsa della Pace (Berlino > Berlino, cronometro)
Prologo Gran Prix de l'Avenir (Valence-d'Agen > Valence-d'Agen, cronometro)
9ª tappa Giro d'Italia dilettanti
Classifica generale Giro d'Italia dilettanti
Classifica generale Tour de l'URSS
- 1986 (dilettanti, due vittorie)

Campionati sovietici, Prova in linea Dilettanti
Classifica generale GP Internacional de Torres Vedras-Troféu Agostinho
- 1987 (dilettanti, quattro vittorie)

3ª tappa Circuit de la Sarthe (Le Mans > La Ferté-Bernard)
Classifica generale Circuit de la Sarthe
Classifica generale Tour de Crimée
Classifica generale Tour de Sotchi
- 1988 (dilettanti, due vittorie)

3ª tappa Ronde van Hessen (Korbach > Eschwege)
5ª tappa Ronde van Hessen (Schotten > Michelstadt)
- 1989 (Alfa Lum, tre vittorie)

Cronoscalata della Futa-Memorial Gastone Nencini
1ª tappa Cronostaffetta (Cepagatti)
Classifica generale Cronostaffetta
- 1990 (Alfa Lum, due vittorie)

3ª prova Trofeo dello Scalatore
6ª tappa Settimana Ciclistica Bergamasca (Cene > Selvino)
- 1991 (Seur, due vittorie)

Trofeo Luis Ocaña
Classifica generale Vuelta a Asturias
- 1993 (Mecair-Ballan, tre vittorie)

3ª tappa Giro d'Italia (Rieti > Scanno)
Giro del Friuli
Classifica generale Euskal Bizikleta
- 1994 (Gewiss - Ballan, due vittorie)

18ª tappa Tour de France (Moûtiers > Cluses)
19ª tappa Tour de France (Cluses > Avoriaz, cronometro)
- 1998 (Ballan, una vittoria)

Luk-Cup Bühl

### Altri successi
- 1981 (dilettanti)

Prologo Giro della Valle d'Aosta (Saint-Vincent, cronosquadre)
- 1985 (dilettanti)

3ª tappa Course de la Paix (Mosca, cronosquadre)
- 1986 (dilettanti)

Prologo GP Internacional de Torres Vedras-Troféu Agostinho (Mafra > Ericeira)
Classifica scalatori Milk Race
- 1988 (dilettanti)

Campionati sovietici, Criterium Dilettanti
- 1992 (Seur)

Classifica scalatori Vuelta a Aragón
- 1993 (Mecair-Ballan)

Classifica scalatori Euskal Bizikleta
Classifica a punti Euskal Bizikleta
- 1994 (Gewiss - Ballan)

Profronde van Stiphout
Critérium de Lamballe

## Piazzamenti

### Grandi Giri
- Giro d'Italia

1989: 16º
1990: 8º
1992: 20º
1993: 2º
1994: 24º
1995: 3º
1996: 4º
1997: non partito (14ª tappa)
1998: 40º
1999: ritirato (7ª tappa)
- Tour de France

1990: 45º
1994: 2º
1996: 7º
- Vuelta a España

1989: 35º
1991: 8º
1992: 18º
1995: 22º

### Classiche monumento
- Milano-Sanremo

1998: 109º
- Giro delle Fiandre

1997: ritirato
- Giro di Lombardia

1990: 39º
1993: 7º
1995: 21º
1997: 38º
1998: ritirato
1999: ritirato

### Competizioni mondiali
- Campionati del mondo

Goodwood 1982 - In linea Dilettanti: 18º
Altenrhein 1983 - In linea Dilettanti: 59º
Colorado Springs 1986 - In linea Dilettanti: 87º
Villach 1987 - In linea Dilettanti: 46º
Chambéry 1989 - In linea: 37º
Utsunomiya 1990 - In linea: 11º
Stoccarda 1991 - In linea: 13º
Benidorm 1992 - In linea: 7º
Oslo 1993 - In linea: 22º
Agrigento 1994 - In linea: 10º
San Sebastián 1997 - In linea: 25º
Valkenburg 1998 - In linea: ritirato
Verona 1999 - In linea: ritirato
- Giochi olimpici

Atlanta 1996 - In linea: 58º